# Ferenc Doór
Ferenc Doór (* 14. Juni 1918 in Petrilla; † 10. Juli 2015 in Szentendre) war ein ungarischer Maler und Grafiker, genannt „der Liebhaber von Donau und Szentendre“.

## Leben
Ferenc Doór wurde 1918 in Petrilla, Transsilvanien, geboren. Von 1938 bis 1941 studierte er an der Ungarischen Akademie der Bildenden Künste in Budapest bei István Szőnyi. Nach dem Zweiten Weltkrieg war er drei Jahre lang in Kriegsgefangenschaft in Sibirien. Nach seiner Freilassung (1949)  beendete er sein Studium, danach wirkte er als Lehrer (Assistenz-Professor) bei Szőnyi. Als solcher beteiligte er sich am ungarischen künstlerischen Leben. 1957 wurde er ein Mitglied der Kunstfreunde der Bildenden Künste.
Durch die Malerei des Nagybánya, die Malerei mit natürlichen Themen und menschlichen Figuren, erscheint in seinem Werk ein reiches Farbschema. Eine ausgewogene Komposition in Öl- und Aquarellgemälden zu gestalten, bildete das Hauptelement seines Ausdrucks von Farbe und Licht.
Im Alter von 97 Jahren starb er am 10. Juli 2015 in seinem Haus in Szentendre.

## Ausstellungen
Doór hatte zahlreiche Ausstellungen in Ungarn und im Ausland und arbeitete jahrzehntelang in Szentendre sowie in kreativen Gemeinschaften der Künstlerhäuser in Szigliget, Kecskemét, Hódmezővásárhely und Mártély. In den 1950er Jahren wurde er in der Kunsthalle Budapest in einer Gemeinschaftsausstellung vorgestellt, außerdem in anderen Ausstellungsräumen im Land.

### Einzelausstellungen
- 1959: Fényes Adolf Terem, Budapest
- 1965, 1971, 1983: Derkovits Terem, Budapest
- 1974: Zalaegerszeg
- 1979: Nyíregyháza
- 1975, 1976: Galleria Antelami, Bologna
- 1972: Galerie Glaub, Köln
- 1975, 1978: Parma
- 1990: Csók Galerie, Budapest
- 1993: Művelődési Ház, Dunaföldvár

### Gruppenausstellungen
- Kunsthalle Budapest, Landesausstellungen
- Kunsthalle Budapest
- Vásárhelyi Őszi Tárlatok, Hódmezővásárhely
- Szeged Nyári Tárlatok
- Hatvan Biennalen
- Humor und Karikatur, Gabrovo

## Werke in Galerien
- Ungarische Nationalgalerie, Budapest
- Déri-Museum, Debrecen
- Sárospataki Múzeum, Sárospatak
- Gabrovo
- Plovdiv
- Sozopol

## Preise
Im Jahr 2011 wurde Doór mit dem Goldenen Verdienstkreuz von Ungarn ausgezeichnet.